# Слиман, Анис
Анис Бен Слиман (араб. أنيس بن سليمان‎; род. 16 марта 2001, Копенгаген) — тунисский футболист, полузащитник клуба «Норвич Сити» и сборной Туниса. Участник чемпионата мира 2022 года.

## Клубная карьера
Слиман — воспитанник клубов «Вестиа», КБ, ФА 2000, «Херфёльге», Б-93, «Люнгбю», «Брондбю» и «АБ Гладсаксе». В 2018 году он дебютировал за основной состав последних. В 2019 году Слиман вернулся в «Брондбю». 16 февраля 2020 года в матче против «Оденсе» он дебютировал в датской Суперлиге. 8 марта в поединке против «Норшелланна» Анис забил свой первый гол за «Брондбю». В 2021 году он помог клубу выиграть чемпионат. 17 августа 2021 года Слиман дебютировал в Еврокубках в матче раунда плей-офф Лиги чемпионов УЕФА против австрийского «Ред Булла», который закончился поражением 1:2. 29 августа 2021 года он забил свой первый гол в сезоне в ворота «Мидтьюлланна».
Летом 2023 года Слиман перешёл в английский «Шеффилд Юнайтед», подписав контракт на 3 года. 12 августа в матче против «Кристал Пэлас» он дебютировал в английской Премьер-лиге.

## Международная карьера
В 2021 году в составе молодёжной сборной Туниса Слиман принял участие в молодёжном Кубке Африки в Мавритании. На турнире он был запасным и на поле не вышел.
9 октября 2020 года в товарищеском матче против сборной Судана Слиман дебютировал за сборную Туниса. В этом же поединке Анис забил свой первый гол за национальную команду.
В 2022 году Слиман принял участие в Кубке Африки в Камеруне. На турнире он сыграл в матчах против команд Мали, Мавритании, Гамбии, Нигерии и Буркина-Фасо.
В том же году Слиман принял участие в чемпионате мира в Катаре. На турнире он сыграл в матчах против команд Дании и Франции.

### Голы за сборную Туниса
| #  | Дата            | Место проведения                            | Соперник | Счёт | Голы | Соревнование                     |
| -- | --------------- | ------------------------------------------- | -------- | ---- | ---- | -------------------------------- |
| 1. | 9 октября 2020  | Олимпийский стадион, Радес, Тунис           | Судан    | 3:0  | 3:0  | Товарищеский матч                |
| 2. | 25 марта 2021   | Мученики Февраля, Бенгази, Ливия            | Ливия    | 2:4  | 2:5  | Кубок Африки 2021 квалификация   |
| 3. | 15 июня 2021    | Олимпийский стадион, Радес, Тунис           | Мали     | 1:0  | 1:0  | Товарищеский матч                |
| 4. | 7 сентября 2021 | Стадион имени Леви Мванаваса, Ндола, Замбия | Замбия   | 0:2  | 0:2  | Чемпионат мира 2022 квалификация |

## Достижения

### Командные
«Брондбю»
- Победитель датской Суперлиги: 2020/2021